# Diana DeGette
Diana Louise DeGette (Tachikawa, 29 luglio 1957) è una politica e avvocato statunitense.

## Biografia
Nata in Giappone mentre il padre lavorava per le forze armate, la DeGette intraprese gli studi in legge e dopo la laurea aprì uno studio legale a Denver, specializzandosi in diritto civile e contenzioso del lavoro.
Dopo essere entrata in politica, nel 1997 divenne membro della Camera dei Rappresentanti per lo stato del Colorado. Durante i suoi mandati ha sempre difeso la scelta delle donne di abortire, i diritti dei gay e la ricerca sulle cellule staminali.
Nel 2008 ha pubblicato un libro intitolato Sex, Science and Stem Cells (Sesso, scienza e cellule staminali), in cui ha criticato i repubblicani e alcuni membri della Chiesa cattolica che non accettano la ricerca sulle staminali.
La DeGette è un membro della New Democrat Coalition.
Di dichiarate origini italiane, fa parte della Italian American Congressional Delegation.

## Vita privata
DeGette è sposata con l'avvocato Lino Lipinsky. Vivono a Denver e hanno due figlie. DeGette canta nel coro della sua chiesa.